# Fuente del Fresno
Fuente del Fresno es una urbanización de lujo ubicada dentro del cinturón metropolitano de Madrid y perteneciente al municipio de San Sebastián de los Reyes. Es una zona residencial con una baja edificabilidad y rodeada de zonas verdes.
La urbanización está regida por la Asociación de Propietarios, constituida en 1967 e inscrita en el Registro de Asociaciones de la CAM, integrada por los propietarios de parcelas y viviendas y que gestiona los servicios comunes y la seguridad privada. Dispone en su cercanía de buenos servicios, zonas deportivas, comercios y colegios, además de buenos accesos y servicios públicos, como sanidad y transporte.
La urbanización goza de entornos de naturaleza protegida. Linda al norte con el Coto de Pesadilla y al oeste con el Soto de Viñuelas, ambos entornos naturales de gran valor medioambiental pertenecientes al Parque Regional de la Cuenca Alta del Manzanares de la CAM. Dispone en sus zonas comunes de 500 mil m2 de zonas verdes dentro de los límites de la urbanización y que integran sus viviendas con la naturaleza del entorno sin solución de continuidad. 

## Descripción
Fuente del Fresno es una zona residencial con acceso en el km 23 de la A-1 y emplazada junto al Parque Regional de la Cuenca Alta del Manzanares, lindando con el Monte de la Pesadilla y la Finca de Viñuelas. En 1954 se creó la Promotora de Fuente del Fresno S.A.
Fuente del Fresno cuenta con una zona deportiva (pádel, tenis fútbol, baloncesto y frontón), un amplio parque infantil, una zona comercial y una empresa de seguridad privada propia con servicio las 24 horas del día. La presencia de una oficina de Correos dentro de la Urbanización permite tener un servicio cercano para el envío y recepción de correo y paquetería. Igualmente, cuenta con un servicio regular de autobús público que recorre la Urbanización con destino a las principales localidades de alrededor y la Plaza de Castilla en Madrid. Fuente del Fresno disfruta, igualmente, de la parroquia Nuestra Señora de Fuente del Fresno, construida junto a la Ermita de Fuente del Fresno del siglo XVI.
El censo aproximado es de 3000 personas y sus 22 kilómetros de viales, con el tráfico propio de la Urbanización. Existen rutas para el paseo familiar y en bicicleta en el colindante  Soto de Viñuelas y en el Monte de la Pesadilla.
Fuente del Fresno está formado exclusivamente por viviendas unifamiliares con parcelas medias de 2.000 m². A una distancia de 5 minutos en coche, se encuentran dos colegios bilingües y una Escuela Infantil. Fuente del Fresno tiene también rápido acceso a Parques Industriales y al Hospital Infanta Sofía donde, además, puede accederse a la red de Metro de Madrid.

## Geografía
La urbanización Fuente del Fresno está situada a una altitud que varía aproximadamente entre los 600 y 700 m s. n. m. La urbanización está situada por tanto, en una zona con notables desniveles. Destacan también las numerosas zonas verdes dentro de la urbanización.
Fuente del Fresno está rodeado en su zona de norte a oeste por bosques de encinas. Al sur de la urbanización encontramos el arroyo de Viñuelas, afluente del río Jarama.

### Ubicación
Fuente del Fresno está situado en el norte del municipio de San Sebastián de los Reyes, aproximadamente en el kilómetro 24 de la autovía A-1, quedando al oeste de la misma. La urbanización limita al oeste con la finca de Viñuelas, situada en el municipio de Madrid. Al noreste, limita con una pequeña urbanización nueva llamada Fresno Norte.

## Transportes
Situada en la corona tarifaria B2 del Consorcio Regional de Transportes de Madrid, su principal línea interurbana de autobús es la línea 161, conectándola con el intercambiador de plaza de Castilla en Madrid, siendo la única que se adentra en la urbanización. Existen otras líneas interurbanas realizan parada a las afueras de la urbanización, en la vía de servicio de la A-1 que en ocasiones cuentan con mayor número de servicios.
| Línea | Recorrido                                           | Operador |
| ----- | --------------------------------------------------- | -------- |
| 161   | Madrid (Plaza de Castilla) - Urb. Fuente del Fresno | Interbus |
| 166   | San Sebastián de los Reyes - Urb. Valdelagua        | Interbus |
| 171   | Madrid (Plaza de Castilla) - Urb. Santo Domingo     | ALSA     |
| 191   | Madrid (Plaza de Castilla) - Buitrago del Lozoya    | ALSA     |
| 193   | Madrid (Plaza de Castilla) - Pedrezuela - El Vellón | ALSA     |
| 194   | Madrid (Plaza de Castilla) - Rascafría              | ALSA     |
| 195   | Madrid (Plaza de Castilla) - Braojos                | ALSA     |
| 196   | Madrid (Plaza de Castilla) - La Acebeda             | ALSA     |
| N104  | Madrid (Plaza de Castilla) - El Molar               | ALSA     |

No todas las expediciones de todas las líneas dan servicio al municipio, ni todos los días de la semana. Se recomienda consultar horarios de las respectivas líneas.

## Historia
Fuente del Fresno fue pueblo de la Villa de Madrid, fundado en el año 1500. Posteriormente, el 3 de febrero de 1502 pasó a denominarse Villanueva de Fuente el Fresno, nombre que con el tiempo fue mutando hasta terminar llamándose Fuente del Fresno. O sea que sus habitantes provinieron de la aldea de Villanueva, que se encontraba en la margen izquierda del arroyo de Viñuelas, donde desemboca en el río Jarama.
El pueblo fue creciendo y llegó a tener justicia propia: Alcalde, Regidor, Procurador General, Alcalde de la Hermandad, comisaría y cárcel. Pero a mediados del siglo XVIII comenzó a despoblarse y en el censo de 1802 solo contaba con 13 vecinos. Sus últimos tres habitantes, se marcharon a finales de los años veinte. Lo cierto es que en el año 1930, ya estaba abandonado.
Veinticuatro años más tarde, con el fraccionamiento de once parcelas adquiridas por la Mutualidad de Funcionarios del Ministerio de Comercio, se da comienzo a lo que luego será la Urbanización de Fuente del Fresno. En 1954 se crea la promotora de Fuente del Fresno, S.A. y en 1957 la Asociación de Propietarios.